# Аль-Равабі: Школа для дівчат
Аль-Равабі: Школа для дівчат (араб. مدرسة الروابي للبنات) — йорданський підлітковий драматичний телесеріал, створений Тімою Шомалі для Netflix. Серіал, в основному, зосереджений на впливі цькування у шкільних системах і суспільних очікуваннях від молодих жінок.. Світова прем'єра серіалу відбулася на Netflix 21 серпня 2021 року. Це другий йорданський оригінальний серіал Netflix після «Джина».
У травні 2022 року серіал було продовжено на другий сезон після того, як спочатку було представлено як мінісеріал. Зйомки другого сезону завершилися в травні 2023 року. Прем'єра другого сезону відбулася 15 лютого 2024 року на Netflix.

## Сюжет
Після того, як дівчата в елітній приватній школі знущаються над підлітком на ім'я Маріам, вона зі своїми друзями планує помститися. Однак її дії мають несподівані наслідки. Шоу також відображає різні аспекти школи, про які не говорять. Шоу відображає та представляє патріархат, корумповану шкільну систему, знущання, сексуальне насильство, репутацію та традицію вбивств честі.

## Акторський склад

### Головний
- Андрія Тайє[fr] як Маріам (сезон 1, 2)
- Ракін Саад[ar] у ролі Ноафа (сезон 1, 2)
- Нур Тахер[ar] — Лаян Мурад Фатхі (сезон 1, 2)
- Яра Мустафа[ar] в ролі Діни (сезон 1, 2)
- Джоанна Аріда[fr] в ролі Ранії (сезон 1, 2)
- Сальсабіела А. як Рукайя (сезон 1, 2)
- Тара Аббуд[ar] у ролі Сари (2 сезон)[6]
- Сара Юсеф у ролі Тасніма (2 сезон)[6]
- Тара Аталла в ролі Надін (сезон 2)[6]
- Кіра Ягнам як Хіба (сезон 2)[6]
- Талія Елансарі в ролі Шамса (2 сезон)[6]
- Ранім Хайтам як Фараха (сезон 2)[6]
- Рім Сааде[ar] в ролі міс Абір
- Тіма Шомалі[ar] — пані Фаріда

### Другорядний
- Надера Емран — директор Фатен Каді
- Фаріс Аль Бахрі в ролі Ахмада
- Ахмад Хамдан — Лайт Радван
- Сарі Сілаві — Хазем
- Мохаммад Нізар як Омар (сезон 2)
- Лейт Абве в ролі Алі (сезон 2)
- Карам Шамі як Джавад (сезон 2)
- Лана Альбейк[en] — Ранд (сезон 2)
- Зейн Фахурі в ролі Луми (2 сезон)

## Епізоди
| Сезон | Епізоди | Епізоди | Оригінальний випуск | Оригінальний випуск |
| ----- | ------- | ------- | ------------------- | ------------------- |
| 1     | 6       | 6       | 12 серпня 2021      | 12 серпня 2021      |
| 2     | 6       | 6       | 15 лютого 2024      | 15 лютого 2024      |

### 1-й сезон (2021)
| № серії (загалом) | № серії (в сезоні) | Назва серії               | Режисер(и)  | Сценарист(и)                            | Оригінальна дата виходу |
| --- | ------------------ | ------------------------- | ----------- | --------------------------------------- | ----------------------- |
| 1 | 1                  | «Я завжди любила школу»   | Тіма Шомалі | Тіма Шомалі Ширін Камал Іслам Альшомалі | 12 серпня 2021          |
| Школярок допитують після жахливого випадку в престижній школі для дівчат. Новенька Ноаф опиняється в скрутному становищі.                                                |                    |                           |             |                                         |                         |
| 2 | 2                  | «Почали!»                 | Тіма Шомалі | Тіма Шомалі Ширін Камал Іслам Альшомалі | 12 серпня 2021          |
| Мстива Маріам повертається до школи, але неприємності тривають, і найкращі подруги відвертаються від неї. Сутичка між Ноаф і Лаян переростає в драму.                    |                    |                           |             |                                         |                         |
| 3 | 3                  | «Що посієш — те й пожнеш» | Тіма Шомалі | Тіма Шомалі Ширін Камал Іслам Альшомалі | 12 серпня 2021          |
| Маріам і Ноаф об’єднуються і планують розквитатися з першою кривдницею на дні відкритих дверей. Спроби Діни вписатися в компанію однокласників ведуть до зміни поглядів. |                    |                           |             |                                         |                         |
| 4 | 4                  | «Розбите скло»            | Тіма Шомалі | Тіма Шомалі Ширін Камал Іслам Альшомалі | 12 серпня 2021          |
| Ранія та Лаян обіцяють помститися тим, хто спричинив скандал із Рукайєю. Попри успіх, змовниці сперечаються щодо подальших кроків.                                       |                    |                           |             |                                         |                         |
| 5 | 5                  | «І так вона стала чужою»  | Тіма Шомалі | Тіма Шомалі Ширін Камал Іслам Альшомалі | 12 серпня 2021          |
| Вирушивши у мандрівку з класом, Лаян і Ранія планують розваги після відбою. Опинившись у неприємній ситуації, Ноаф починає сумніватися.                                  |                    |                           |             |                                         |                         |
| 6 | 6                  | «Тиша перед бурею»        | Тіма Шомалі | Тіма Шомалі Ширін Камал Іслам Альшомалі | 12 серпня 2021          |
| Маріам осміліла й тепер одержима наміром помститися своїй останній кривдниці, хоча Ноаф і Діна попереджають про справжню небезпеку її дій.                               |                    |                           |             |                                         |                         |

### 2-й сезон (2024)
| № серії (загалом) | № серії (в сезоні) | Назва серії                | Режисер(и)  | Сценарист(и)                            | Оригінальна дата виходу |
| --- | ------------------ | -------------------------- | ----------- | --------------------------------------- | ----------------------- |
| 1 | 1                  | «Нові починання»           | Тіма Шомалі | Тіма Шомалі Ширін Камал Іслам Альшомалі | 15 лютого 2024          |
| Починається новий навчальний рік. Сара мріє про популярність, і хоч її дописи не приносять бажаного результату, одне відео зрештою привертає увагу публіки.                |                    |                            |             |                                         |                         |
| 2 | 2                  | «Розкішний пурпур»         | Тіма Шомалі | Тіма Шомалі Ширін Камал Іслам Альшомалі | 15 лютого 2024          |
| Таснім запрошує Сару на ночівлю до себе, але Хибі це не подобається. Надін знаходить спільну мову із загадковою Шамс.                                                      |                    |                            |             |                                         |                         |
| 3 | 3                  | «Улюблена кандидатка»      | Тіма Шомалі | Тіма Шомалі Ширін Камал Іслам Альшомалі | 15 лютого 2024          |
| Напруга зростає: кандидатки в президентки школи виступають перед однокласницями, а Сара опиняється між двох вогнів.                                                        |                    |                            |             |                                         |                         |
| 4 | 4                  | «Привіт із минулого»       | Тіма Шомалі | Тіма Шомалі Ширін Камал Іслам Альшомалі | 15 лютого 2024          |
| На вечірці до дня народження Омара Сара почувається на сьомому небі, поки не отримує повідомлення від прихильника. Хиба мститься Таснім.                                   |                    |                            |             |                                         |                         |
| 5 | 5                  | «Священна форма»           | Тіма Шомалі | Тіма Шомалі Ширін Камал Іслам Альшомалі | 15 лютого 2024          |
| Коли Сара тікає зі школи, несподівана союзниця довідується про її секрет. Тим часом Джавад намагається зберегти власну таємницю.                                           |                    |                            |             |                                         |                         |
| 6 | 6                  | «Якби я мала другий шанс…» | Тіма Шомалі | Тіма Шомалі Ширін Камал Іслам Альшомалі | 15 лютого 2024          |
| Надін об’єднується з колишньою суперницею заради ризикованого порятунку спільної подруги. Фара намагається втілити свою мрію виступити разом із Таснім перед усією школою. |                    |                            |             |                                         |                         |

## Виробництво

### Розробка
Коли Тіма Шомалі розробила ідею «Аль-Равабі: Школа для дівчат», вона не думала про реліз на Netflix. Проте, згідно з інтерв'ю, яке Шомалі дала для Amman TV (підсумоване на Al Bawaba), «глобальна стримінгова платформа вподобала шоу та переклала його кількома мовами». Шомалі також зазначила в тому ж інтерв'ю, що її метою було започаткувати діалог про концепцію булінгу, оскільки, коли вона росла, термін «не використовувався, і ми не знали, що означає булінг, але ми його прожили і не знали про це». Шомалі також прокоментувала про її намір представити жіночі голоси: «одне, чого мені завжди бракувало в більшості шоу, а саме: розмова про жінок — це жіноче сприйняття їхніх проблем. Тож я зібрала блискучу команду жінок, щоб працювати над розробкою та втіленням творчого бачення шоу. Разом ми уявили та побудували елементи світу „Аль-Равабі“, починаючи від персонажів, сценографії, кольорів, освітлення та навіть музики». Пізніше, 13 квітня 2019 року, Шомалі оголосила своїм підписникам на Facebook, що вона працює над створенням оригінального арабського серіалу Netflix у співпраці зі своєю йорданською компанією «Filmizion Productions» під назвою «Аль-Равабі: Школа для дівчат». 18 травня 2022 року Тіма Шомалі, Netflix MENA та акторський склад анонсували другий сезон «Аль-Равабі», попри те, що це мав бути міні/лімітований серіал. Вона поділилася трьома фотографіями в Instagram. Зйомки завершилися у травні 2023 року.

### Кастинг
Працюючи разом із письменницею Ширін Камал, Тіма Шомалі створила повністю жіночий драматичний серіал, дія якого розгортається в жіночій школі та досліджує ідеї помсти та цькувань. Вони набрали «нових облич» і дозволили акторам вибрати персонажів, яких вони хотіли б зобразити.

## Критика
За словами йорданського психолога Саміри Х., серіал «відображає значний вплив знущань на психічне здоров'я дівчат». Вона також заявляє, що сподівається, що «історії, подібні до тієї, що зображена в серіалі, спонукають батьків і школи бути більш співчутливими до тих, над ким знущаються, щоб вони не почувалися такими самотніми». «Аль-Равабі» також викликав суперечки, так як багато хто думав, що це було неточне представлення про Йорданію, її культуру, спосіб життя та суспільство, а також арабів у цілому. Люди також критикували «Аль-Равабі» за деякі теми, згадані в шоу. Проте багатьом це шоу сподобалося. У соцмережах багато хто хвалив шоу за відкрите зображення тем, про які нечасто говорять. Багато хто також хвалив шоу за зображення молодих/арабських дівчат-підлітків.